# Erato prayensis
Erato prayensis is een slakkensoort uit de familie van de Triviidae. De wetenschappelijke naam van de soort is voor het eerst geldig gepubliceerd in 1882 door Rochebrune.